# Wouter olde Heuvel
Wouter olde Heuvel (Losser, 18 de agosto de 1986) es un deportista neerlandés que compitió en patinaje de velocidad sobre hielo.
Ganó tres medallas en el Campeonato Mundial de Patinaje de Velocidad sobre Hielo en Distancia Individual, en los años 2008 y 2009, y una medalla de bronce en el Campeonato Europeo de Patinaje de Velocidad sobre Hielo de 2009.

## Palmarés internacional
| Campeonato Mundial en Distancia Individual | Campeonato Mundial en Distancia Individual | Campeonato Mundial en Distancia Individual | Campeonato Mundial en Distancia Individual |
| Año                                        | Lugar                                      | Medalla                                    | Prueba                                     |
| ------------------------------------------ | ------------------------------------------ | ------------------------------------------ | ------------------------------------------ |
| 2008                                       | Nagano (Japón)                             | Medalla de oro                             | Persecución por equipos                    |
| 2008                                       | Nagano (Japón)                             | Medalla de bronce                          | 5000 m                                     |
| 2009                                       | Richmond (Canadá)                          | Medalla de oro                             | Persecución por equipos                    |
| Campeonato Europeo                         |                                            |                                            |                                            |
| Año                                        | Lugar                                      | Medalla                                    | Prueba                                     |
| 2009                                       | Heerenveen (Países Bajos)                  | Medalla de bronce                          | Clasificación general                      |